# 川手洋一
川手 洋一（かわて よういち、1951年4月28日 - ）は、日本の実業家。富士器業株式会社の取締役会長。

## 人物
長野県生まれ、佐久地方で育つ。1975年に立教大学経済学部を卒業後、報知新聞社（スポーツ報知）に入社する。入社後の3年間は一般スポーツに配属され、大相撲、バスケットボール、レスリングなどの取材担当者となる。入社4年目からはプロ野球担当となり、読売ジャイアンツ、中日ドラゴンズ、東京ヤクルトスワローズの専任となる。読売ジャイアンツを担当した7年間は、監督として長嶋茂雄、王貞治、藤田元司、選手として中畑清、原辰徳、篠塚和典、江川卓などの取材を行った。中日担当時は星野仙一とも親交が深かった。
1990年に、後述の理由により報知新聞社を退社し、義父が創業した家庭用品の金物問屋であった富士器業株式会社に入社する。スポーツ選手の記者から一転、フライパンや鍋などのキッチン用品を販売する営業マンとなる。同社に入社後は、テレビ通販やインターネット通販への販路開拓に尽力、大幅な業績拡大に貢献し、同社を問屋と言う業態から商社体制へ昇華させることとなった。
2009年からは同社代表取締社長に就任し、入社時は年商40億円だった会社を年商200億円を超える規模にまで成長させる。2020年には、社長職を退き、同社取締役会長に就任する。

## 略歴
- 1951年　長野県で生まれる。
- 1970年　長野県野沢北高等学校卒業
- 1975年　立教大学経済学部卒業
- 1975年　報知新聞社入社
- 1990年　報知新聞社退社、富士器業株式会社入社
- 2006年　富士器業代表取締役社長に就任
- 2020年　富士器業社長職を退き、同社取締役会長となる。

## エピソード
- 報知新聞社の記者として活動していた1988年に、王貞治が読売ジャイアンツの監督を解任となったが、「王監督残留」と誤報記事[1]書き、当時話題となった。川手洋一本人も王監督が解任となるの事は、ある程度予測はしていたものの、王貞治の人柄にのめり込みすぎたが故に、残留して欲しいと言う願いから、ある意味「確信犯」的に誤報記事を書いた。この一件から一年後、全くの異業種である家庭用品問屋への転職を決意し報知新聞社を退社した。
- 記者から営業マンという全く畑違いの職へと就いたにもかかわらず、会社を５倍の規模へと成長させる事となったのも、 記者時代に長嶋茂雄、王貞治、藤田元司、星野仙一と言った敏腕監督への取材を通して【我慢の姿勢を貫く事】を学べた事が、社長として会社組織を大きくする事に強く影響した。

## 著作
主著
- 文芸社 編『はるかな人たち 一流の証明』文芸社、2021年2月。ISBN 978-4286222684。

共著
- ベストセラーズ 編『真説・長嶋茂雄―実名証言「最強の番記者書き下ろし」』ベストセラーズ、1993年3月。ISBN 978-4584008409。